# Jack Nance
Jack Nance, all'anagrafe Marvin John Nance (Boston, 21 dicembre 1943 – South Pasadena, 30 dicembre 1996), è stato un attore statunitense di film e rappresentazioni teatrali d'avanguardia, conosciuto principalmente per i suoi lavori col regista statunitense David Lynch e per le interpretazioni di personaggi eccentrici.

## Biografia
Nance nacque a Boston nel Massachusetts, ma crebbe a Dallas, in Texas. Lavorò per un certo periodo per l'American Conservatory Theater a San Francisco. Negli anni settanta Nance incontrò David Lynch, che lo ingaggiò per il ruolo principale del suo primo lungometraggio indipendente Eraserhead - La mente che cancella. L'interpretazione di Nance del nevrotico Henry Spencer è diventata storica nel circuito underground, anche grazie alla sua capigliatura stravagante. Sul set di Eraserhead, durato cinque anni, Jack dovette sottoporsi ogni giorno a cinque ore di trucco per ottenere quella capigliatura.
In quel periodo, Nance era sposato con l'attrice Catherine E. Coulson, ma il matrimonio finì nel 1976. Nel maggio del 1991 Nance sposò la pornostar Kelly Jean Van Dyke (nipote di Dick Van Dyke). Il matrimonio finì tragicamente quando il 17 novembre 1991 Kelly si suicidò. Negli ultimi anni Nance recitò in diversi film. Rimase in buoni rapporti con Lynch, che continuò ad ingaggiarlo nei suoi film. Recitò infatti in Dune,Velluto blu, nel cortometraggio The Cowboy and the Frenchman, Cuore selvaggio, Strade perdute e nella serie televisiva I segreti di Twin Peaks, dove interpretava il ruolo di Pete Martell.
Morì a South Pasadena il 30 dicembre del 1996 in circostanze misteriose. Fu trovato nel suo appartamento, morto per lesioni interne alla testa riportate probabilmente in una rissa avvenuta due giorni prima. Nel 2002 la Next Stop Production ha prodotto il documentario I Don't Know Jack diretto da Chris Leavens. Il documentario contiene diverse interviste a colleghi e amici di Nance, tra cui Dennis Hopper e David Lynch.

## Filmografia

### Cinema
- Ha l'età di mio padre ma l'amo pazzamente (Fools), regia di Tom Gries (1970)
- Jump, regia di Joseph Manduke (1971)
- Eraserhead - La mente che cancella (Eraserhead), regia di David Lynch (1977)
- Breaker! Breaker! , regia di Don Hulette (1977)
- Hammett - Indagine a Chinatown (Hammett), regia di Wim Wenders (1982)
- Suicidal Tendencies: Institutionalized, cortometraggio, regia di Bill Fishman (1984)
- Ghoulies, regia di Luca Bercovici (1984)
- Dune, regia di David Lynch (1984)
- Per piacere... non salvarmi più la vita (City Heat), regia di Richard Benjamin (1984)
- Pericolosamente Johnny (Johnny Dangerously), regia di Amy Heckerling (1984)
- Velluto blu (Blue Velvet), regia di David Lynch (1986)
- Barfly - Moscone da bar (Barfly), regia di Barbet Schroeder (1987)
- Colors - Colori di guerra (Colors), regia di Dennis Hopper (1988)
- Blob - Il fluido che uccide (The Blob), regia di Chuck Russell (1988)
- Cuore selvaggio (Wild at Heart), regia di David Lynch (1990)
- The Hot Spot - Il posto caldo (The Hot Spot), regia di Dennis Hopper (1990)
- Whore (puttana) (Whore), regia di Ken Russell (1991)
- Motorama, regia di Barry Shils (1991)
- Old Fashioned Spankings, video (1991)
- Meatballs 4, regia di Bob Logan (1992)
- Love e una .45 (Love and a .45), regia di C.M. Talkington (1994)
- The Demolitionist, regia di Robert Kurtzman (1995)
- Across the Moon, regia di Lisa Gottlieb (1995)
- Voodoo, regia di René Eram (1995)
- The Secret Agent Club, regia di John Murlowski (1996)
- Little Witches, regia di Jane Simpson (1996)
- Strade perdute (Lost Highway), regia di David Lynch (1997) - postumo

### Televisione
- Colombo (Columbo) - serie TV, 1 episodio (1971)
- Weekend - cortometraggio TV (1984)
- Crime Story - serie TV, 1 episodio (1987)
- Les Français vus par - miniserie TV, 2 episodi (1988)
- Tricks of the Trade - film TV (1988)
- I segreti di Twin Peaks (Twin Peaks) - serie TV, 30 episodi (1990-1991)
- Another Midnight Run - film TV (1994)
- My So-Called Life - serie TV, 1 episodio (1995)
- Fallen Angels - serie TV, 1 episodio (1995)
- Sfida nello spazio (Assault on Dome 4) - film TV (1996)

## Doppiatori italiani
Nelle versioni in italiano delle opere in cui ha recitato, Jack Nance è stato doppiato da:
- Renato Izzo in Dune
- Luciano De Ambrosis in Velluto blu
- Gil Baroni in Cuore selvaggio
- Giampiero Albertini ne I segreti di Twin Peaks
- Glauco Onorato ne I segreti di Twin Peaks (ep. 2x20, 2x21, 2x22)
- Enrico Di Troia in Cuore selvaggio (ridoppiaggio)